# B-Source
Die B-Source SA (bis 2005 Boss Lab SA) mit Sitz in Bioggio ist ein Schweizer Unternehmen für Business Process und IT Outsourcing für die Finanzindustrie. Der Kundenkreis umfasst vorwiegend Privatbanken sowie Retailbanken. B-Source beschäftigt rund 600 Mitarbeiter und erzielte 2010 einen Umsatz von 204,9 Millionen Schweizer Franken.
Das Unternehmen ging 1995 als Boss Lab SA aus dem Zusammenschluss des IT-Dienstleisters Techselesta und dem Spin-off der IT-Entwicklungsabteilung der BSI SA hervor. In der Folge konnte Boss Lab zunächst in der Schweiz, später auch im Ausland, verschiedene Aufträge von Banken und Versicherungsgesellschaften akquirieren. Parallel dazu erwarb das Unternehmen mehrere kleinere IT-Dienstleister. 2005 stieg die Banca del Gottardo mit einer Quote von 37 Prozent als Ko-Aktionär ein. Gleichzeitig wurde der Unternehmensname (Firma) in B-Source SA geändert. Durch die Fusion der Banca del Gottardo und der BSI gelangte das Unternehmen wieder vollständig im Besitz der BSI (Generali Gruppe).
Die Avaloq Gruppe erwarb 2011 die Mehrheit an der B-Source AG mit 51 %. Die BSI (Generali Gruppe) blieb Minderheitsaktionär und führte ihre Banking BPO-Tochter damit einer zukunfts- und wachstumsgerichteten Eigentümerstruktur zu. B-Source blieb eine eigenständige rechtliche Einheit in der Avaloq Gruppe und wurde unter eigenständigem Namen geführt.
Im Februar 2016 erwarb die Avaloq Gruppe die B-Source komplett. Das Geschäft der B-Source wird weiterhin unter eigenständigem Namen geführt.